# Distretto di Pomalca
Il distretto di Pomalca è uno dei venti distretti della provincia di Chiclayo, in Perù. Si trova nella regione di Lambayeque e si estende su una superficie di 80,35 chilometri quadrati. Confina al Nord con il Distretto di Picsi; dall'Oriente con il distretto di Tumán; a sud con i distretti di Reque e Monsefú; e ad ovest con i distretti di Chiclayo e José Leonardo Ortiz.
Istituito il 29 gennaio 1998, ha per capitale la città di Pomalca; nel censimento 2005 contava 23.134 abitanti.

## Centri abitati
- San Juan
- Urb. Miraflores
- Urb. 20 da gennaio
- L'Unione[6][7]
- Il Lino[8][9]
- San Borgia
- Sant'Antonio
- Ventarrón[10][11]
- Collud[12]
- Il Getto
- L'Invernillo

## Storia

### Origine e fondazione
Pomalca è uno dei distretti lambayecani con una grande mescolanza di tradizioni e costumi di diversi gruppi umani, tra regionali e stranieri, che per più di quattro secoli di esistenza hanno portato la propria cultura in questa terra ad intrecciarsi con la nostra, formata dai discendenti di Ventarrón e Collús.

### Fase dell'ordine
Pomalca all'inizio era un'Encomienda che la Corona Spagnola creò con lo scopo di controllare i suoi nuovi possedimenti in questa parte del continente, e comincia ad affidare queste terre ei loro abitanti a coloro che hanno partecipato a questa conquista. A Francisco Luís de Alcántara se affida le terre occupate dai Callancano perché producano ricchezza per lui e per la corona spagnola.

### Fase di estancia
Gli Encomendadores per paura della concorrenza nella corona spagnola che manda i Corregidores a limitare il loro potere, ma reagiscono prendendo possesso di terre "non occupate" che chiamano Estancias per dedicarsi all'allevamento di bovini, capre, pecore, cavalli e maiali, così come la produzione di pelle e saponi.

### Fase agricola
Entro l'anno 1642, il capitano Martín Núñez de Alzo è il proprietario dell'Estancia e acquisisce più terreni raggiungendo una superficie di 1050 ettari, ed è lui che, nell'anno 1670, introduce la coltivazione della canna da zucchero destinata alla produzione di brandy, miele e chancaca.
Tra gli anni 1692 - 1699 i nuovi proprietari di Pomalca furono Martín, Thomás e Joseph Núñez che ampliarono le colture di canna da zucchero su scala più ampia, con un totale di 18 fanegadas (54 ettari), convertendo così Pomalca in una tenuta di zucchero, aumentata da 50 fanegadas a più di 200 con l'annessione dei ranch di Samán e Filitum e La Calera, senza contare i 150 locati a Callanca e Monsefú.
Tra gli anni 1699 – 1720 i nuovi proprietari sono la Famiglia Seña e Chirinos. Il governatore Don Juan Bonifacio Seña y Chirinos acquistò la tenuta nel 1699 con un totale di 213 fanegada, quando la tenuta era ancora redditizia. Tuttavia, l'instabilità del mercato dello zucchero ha costretto il suo proprietario a dedicare i suoi pascoli al pascolo, combinando l'allevamento del bestiame con la produzione di zucchero.
Tra gli anni 1741 – 1784 varie amministrazioni vengono acquisite in aste pubbliche. Nel 1741 la tenuta viene acquistata dal generale Domingo Navarrete e l'anno successivo si associa al generale Baltasar de Ayesta per farla rivivere, ma dopo 13 anni dichiarano bancarotta, in questa situazione l'amministrazione è affidata alla Chiesa, all'ordine dei Gesuiti dal 1754, ma la terribile amministrazione li costringe a ritirarsi e nel 1758 viene acquisita da Doña Francisca Leal Rayo, che non ottemperando al pagamento ne fa mettere all'asta, venendo acquisita nel 1768 da Don Francisco Malerva che annette Samán, e alla sua morte nel 1775 Pomalca, Collus e Samán furono sequestrati e venduti solo nel 1784, quando furono acquisiti all'asta pubblica dalla famiglia Martínez de Pinillos. Tra gli anni 1784 – 1869 i nuovi Proprietari: Famiglia Martínez De Pinillos. Nel 1784 i fratelli Juan Alexo e Don Juan José Martínez de Pinillos acquistarono la tenuta da Francisco Malerva ad un'asta pubblica, che continuarono a dedicarla alla coltivazione della canna da zucchero e alla trasformazione artigianale dello zucchero; Hanno anche piantato tabacco. Tra il 1869 e il 1902 i nuovi proprietari furono la Famiglia Gutiérrez La Torre. Nell'anno 1869 Pomalca, con una superficie di 1.912 ettari, fu acquistata dalla famiglia Gutiérrez La Torre. A quel tempo si mantenevano processi molto rudimentali nella produzione dello zucchero e nella distillazione dell'alcol. Tra il 1902 e il 1920 i proprietari furono la famiglia Gutiérrez Pestana. In questa nuova fase di amministrazione, la fabbrica continua ad essere ammodernata, sforzo che ha costretto i proprietari terrieri ad indebitarsi, in particolare con la famiglia di mercanti De La Piedra, fornitori di utensili e principali azionisti della nuova ferrovia del Pimentel. si verifica la caduta del prezzo dello zucchero e quando muore l'ultimo dei fratelli, Don Carlos, il più audace, i proprietari terrieri Gutiérrez sono costretti a cedere alle pressioni dei mercanti De la Piedra del Castillo e nel maggio 1920 i Gutiérrez i proprietari terrieri vendono la fattoria Pomalca. In questo periodo, la tenuta registra un tragico evento legato alle richieste di lavoro dei suoi lavoratori contro gli allevatori di Gutiérrez.
Tra gli anni 1920 -1969 i Proprietari: Vedova De Piedra E Hijos. Il 1 marzo 1920, l'impresa commerciale della famiglia Piedra Castillo acquistò dai Sig.ri Gutiérrez Pestana tutte le azioni ed i diritti della Sociedad Agrícola Pomalca costituita da 8.000 azioni di 250 suole ciascuna, per un totale di due milioni di suole, l'estensione dell'azienda era di 7.500 ettari, i nuovi proprietari furono i fratelli Ricardo, Enrique e Augusto De La Piedra Castillo.

### Fase cooperativa
Il 3 ottobre 1970, giorno dell'affidamento del terreno alla Cooperativa di Pomalca, viene firmato il Contratto di Compravendita n. 6082/70, tenuto da un lato dalla Direzione Generale Riforma Agraria e Insediamento Rurale e dall'altro della Cooperativa di Produzione Agricola di Pomalca. Nella parte nona si precisa che la Cooperativa si impegna a pagare la differenza di attivo e passivo per la somma di S/. 612 725 796,98 importo che verrà corrisposto in 20 anni maturando un interesse del 5% annuo a rimborso e sarà suddiviso in 20 rendite di pari importo. Nella parte nona si precisa inoltre che il pagamento del valore del lodo partirà dal 3 ottobre 1971, si prevede altresì di annullarlo prima del termine indicato, per il quale verranno detratti gli interessi. Nella tredicesima parte del contratto si precisa che il mancato pagamento di due rendite consecutive costituirà causa di risoluzione del presente contratto. La Cooperativa Pomalca ha ottemperato pagando solo le prime due rate del presente contratto, il che equivale a dire: costa solo il 10% del prezzo pattuito equivalente a S/. 61 272 579,70. Nonostante ciò, i soci della cooperativa non sono stati in grado di svolgere con successo il compito del Governo Rivoluzionario, quindi lo Stato condona il debito attraverso la Legge 22748 e attraverso la Risoluzione 388-81-DGR-AR del 31 marzo 1981, concede il Titolo Libero del terra nell'era cooperativa.

### Azienda Agroindustriale Pomalca S.A.A.
Dopo 26 anni di processo cooperativo e il fallimento del sistema, il Governo di Alberto Fujimori nel 1996 decreta la Legge di Sanificazione Economica Finanziaria e attraverso un referendum i lavoratori decidono di cambiare modello di business, diventando una Società per Azioni con azionisti diffusi.

### Distrettualizzazione
Legge istitutiva n. 26921 del 31 gennaio 1998 La creazione del quartiere avviene in un momento molto opportuno, i servizi di base come: acqua, servizi igienici pubblici ed elettricità stavano crollando e sono stati abbandonati a causa della grave crisi. Così, il governo consegna il destino di Pomalca ai suoi cittadini.
È un quartiere relativamente giovane; nasce dalla legge n. 26921 pubblicata sul quotidiano El Peruano il 31 gennaio 1998, nel governo del presidente Alberto Fujimori.

## Geografia
La sua popolazione è stimata in circa 30.000 abitanti. I suoi limiti naturali sono il fiume Reque a sud e il fiume Chéscope a nord.Il colle Boró-Ventarrón e il colle Tutumo spiccano nella sua variegata geografia, inoltre ci sono ancora piccole foreste di carrubi e zone umide.

## Feste
- Madre del Perpetuo Soccorso (27 giugno)
- Signore dei Miracoli (28 e 29 ottobre)